# Прата-д'Ансідонія
Прата-д'Ансідонія (італ. Prata d'Ansidonia) — муніципалітет в Італії, у регіоні Абруццо,  провінція Л'Аквіла.
Прата-д'Ансідонія розташована на відстані близько 105 км на північний схід від Рима, 21 км на південний схід від Л'Акуїли.
Населення — 499 осіб (2014).
Щорічний фестиваль відбувається 6 грудня. 

## Демографія
Населення за роками:

Станом на 1 січня 2023 року в муніципалітеті офіційно проживало 57 іноземців з 9 країн, серед них 27 громадян країн Євросоюзу.

## Сусідні муніципалітети
- Баришано
- Капорчіано
- Фаньяно-Альто
- Сан-Деметріо-не'-Вестіні
- Сан-Піо-делле-Камере